# جون بيري (ممثل أمريكي)
جون بيري (بالإنجليزية: John Berry)‏ هو كاتب سيناريو ومنتج أفلام ومخرج وممثل أمريكي، ولد في 6 سبتمبر 1917 في ذا برونكس في الولايات المتحدة، وتوفي في 29 نوفمبر 1999 في باريس في فرنسا.

## أعمال

### أفلام
- (1944) تعويض مزدوج
- (1951) أتول كيه
- (1986) حوالي منتصف الليل

## وصلات خارجية
- جون بيري على موقع IMDb (الإنجليزية)
- جون بيري على موقع ألو سيني (الفرنسية)
- جون بيري على موقع أول موفي (الإنجليزية)
- جون بيري على موقع قاعدة بيانات برودواي على الإنترنت (الإنجليزية)
- جون بيري على موقع قاعدة بيانات الأفلام السويدية (السويدية)
- جون بيري على موقع إن إن دي بي (الإنجليزية)
- جون بيري على موقع قاعدة بيانات الفيلم (الإنجليزية)
- جون بيري على موقع كينوبويسك (الروسية)